# 簡野道明
簡野 道明（かんの どうめい(みちあき)、慶応元年4月9日〈1865年5月3日〉 - 昭和13年〈1938年〉2月11日）は日本の漢文学者（漢字学者）・言語学者・教育者である。

## 人物
江戸八丁堀で伊予国吉田藩藩士の子として生まれる。幼名は米次郎である。
4歳の時伊予国吉田（現在の愛媛県宇和島市吉田町）に戻り、小学校に入ってから漢学・習字に学び、中学を卒業後小学校の教員を経て愛媛県師範学校に入学する。卒業後は南予地区で教鞭を執る。
1892年に上京後苦労の生活の日々を送り、30歳で東京高等師範学校に入学し、卒業後は東京で再び師範学校教師になる。在任中に「漢文読本」「故事成語大辞典」の編集を担当した。

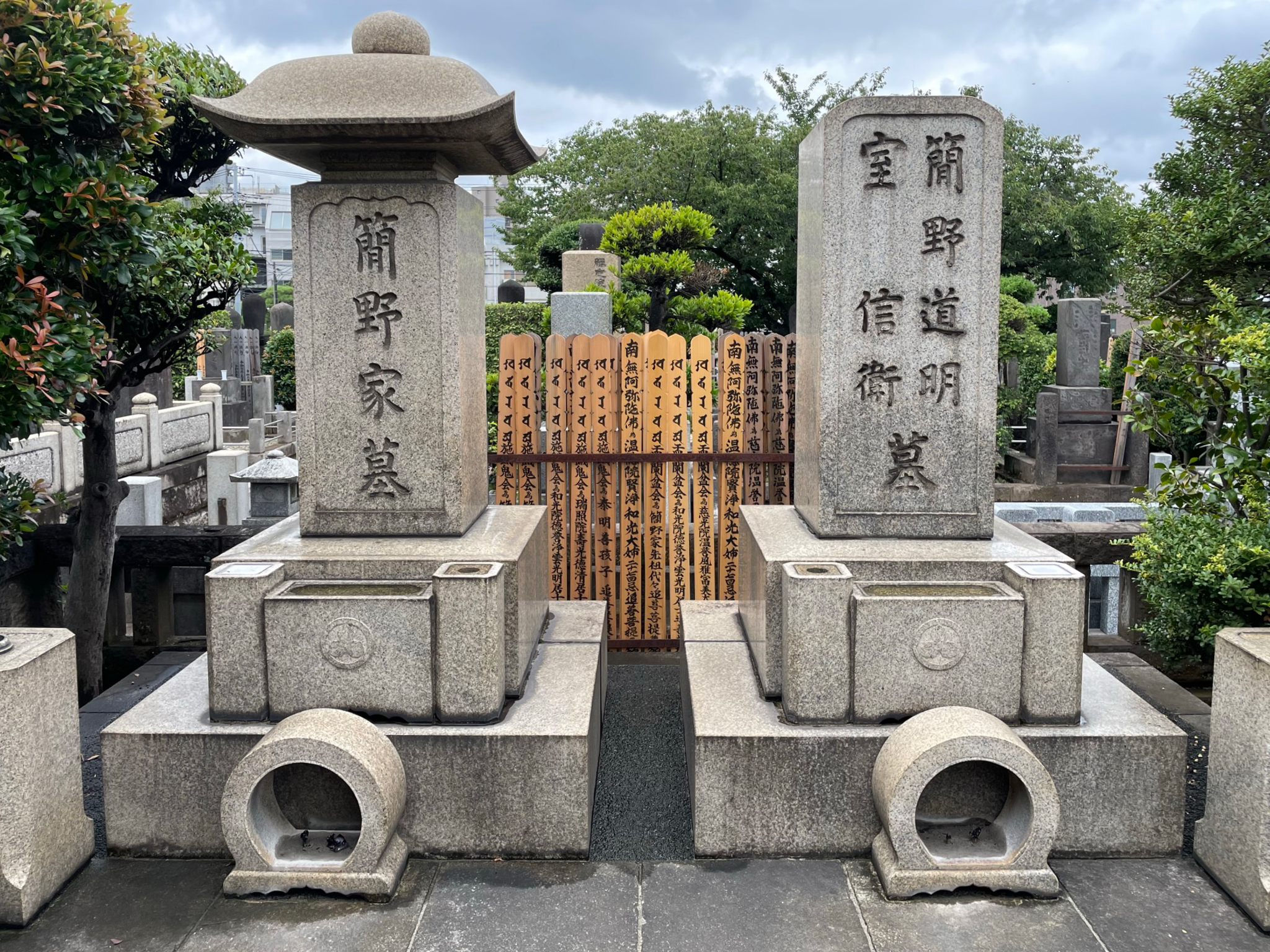
東京・伝通院にある墓（2023年撮影）

1923年に漢和辞典「字源」を編集し刊行した。辞典の編纂に専念するために広大な別荘を建設した。
戦前の中等教育の漢文教育の権威であり、編纂された教材は多くの旧制中学校などで使用された。
墓所は東京都文京区の伝通院。

## 著書
- 『故事成語大辞典』明治書院 1907
- 『増修故事成語大辞典拾遺』明治書院 1912
- 『和漢名詩類選評釈』明治書院 1914
- 『論語解義』明治書院 1916
- 『論語集註 補註』明治書院 1921
- 『孟子集註』明治書院 1922
- 『字源』北辰館 1923
- 『草字彙・隷法彙纂 字源附録』北辰館 1923
- 『老子解義』明治書院 1924
- 『孟子通解』明治書院 1925
- 『學庸章句 補註』明治書院 1927
- 『歴代詩鈔』編 明治書院 1927
- 『左伝文粋』編 明治書院 1928
- 『諸子文粋』編 明治書院 1928
- 『史記文粋』編 明治書院 1929
- 『唐詩選 校註』編 明治書院 1929
- 『唐詩選詳説』明治書院 1929
- 『中庸解義』明治書院 1930
- 『新修日本外史鈔詳解』東京成功社 1931
- 『新修漢文入門』編 明治書院 1931
- 『白詩新釈』明治書院 1933
- 『論孟精選』編 明治書院 1933
- 『小学新鈔』編 明治書院 1934
- 『孝経校本』編 明治書院 1935
- 『小学 補註』明治書院 1935
- 『唐宋八大家文鈔』編 明治書院 1936
- 『字源 増補版』角川書店 1955
- 『漢詩の名作集』田口暢穗編著 明治書院 2011